# Eliane Coelho
Eliane Coelho (Rio de Janeiro, c. 1951) é uma importante cantora lírica brasileira (soprano spinto). Vive há mais de trinta anos na Europa e, desde 1991, em Viena, Áustria. 

## Estudos
Aos dezesseis anos de idade, foi levada por um tio ao Teatro Municipal do Rio de Janeiro, para assistir à ópera La Traviata. Seu encantamento com o canto lírico foi fulminante: decidiu – naquela noite e naquela idade – que queria ser cantora lírica. Seus pais não a estimularam muito, de início, e recomendaram-lhe que fizesse estudos superiores mais regulares. Ela começou, então, a cursar a Faculdade de Arquitetura, mas antes de terminar o curso iniciou aulas de canto com Solange Petit-Renaux, soprano francesa que vivia no Rio de Janeiro. Em 1971, mudou-se para a Alemanha, onde continuou seus estudos em Hanôver, na Musikhochschule (Escola Superior de Música).

## Vida profissional
Em 1974, Eliane Coelho já estava cantando os papéis de Nannetta, Gretel, Zdenka, Violetta, Liù e Konstanze. Do final dos anos 1970 e até 1983-84, Eliane Coelho atuou nas duas Alemanhas, principalmente nas cidades de Detmold e Bremen (onde viveu 6 anos), até ser contratada para o elenco da Oper Frankfurt em 1984, onde cantou os papéis de Saffi, da opereta "O Barão Cigano" (Der Zigeunerbaron), de Johann Strauss Jr., Tatjana, de "Eugen Onegin", Marie, de A Noiva Vendida (ópera cômica em três atos de Bedřich Smetana) e Freia, de "Das Rheingold".
Como cantora-convidada, apresentou-se em Aquisgrana ou Aquisgrão (Aachen, Alemanha), Turim, Basiléia, Stuttgart, Montpellier, Munique, Estocolmo, no Festival de Bregenz (Áustria), no Teatro Regio de Turim, no Teatro alla Scala, de Milão, na Ópera de Berlim. 
Desde 1991, faz parte do elenco da Ópera Estatal de Viena (Wiener Staatsoper), onde já encarnou os papéis-títulos de Salomé, La Traviata, Tosca, Fedora, Aida, Madama Butterfly, Arabella e Maria Stuarda. Além deles, como Mimì (La Bohème), Madeleine (Andrea Chénier), Elettra (Idomeneo), Abigaille (Nabucco), Elvira (Ernani), Leonora (Il Trovatore), Desdemona (Otello), Salomé (Hérodiade), Freia, Giulietta (Os Contos de Hoffmann), Hanna Glawari (A viúva alegre, de Franz Lehár) e como Hélène (Jérusalem, de Verdi). E, na temporada 2004/05, interpretou Tosca e Lina (Stiffelio). 
Sua carreira começou como soprano lírica coloratura, mas tendo sua voz adquirido tonalidade mais escura, dedicou-se ao repertório de soprano lírico e soprano spinto.
Em 1998, Eliane Coelho recebeu, da Ópera Estatal de Viena, a condição e o título de "Kammersängerin", que pode ser traduzido livremente por Cantora da Casa ou Cantora Residente, que é distinção, honra e reconhecimento das elevadas qualidades da profissional, que – com isso – obtém um forte vínculo de permanência junto à famosa casa operística da capital austríaca.

## Apresentações no Brasil
Eliane Coelho nunca perdeu os laços com sua terra natal. O convite para apresentar-se no Brasil tardou, contudo, até 1991, quando encarnou Donna Anna, da ópera Don Giovanni, de Mozart, no Teatro Municipal do Rio de Janeiro. Depois, em 1996, apresentou-se como Mimì, (La Bohème), e, ainda, no Festival de Ópera do Amazonas, em 1999, como Cio-Cio-San (Madama Butterfly), papel que interpretou novamente três anos mais tarde, no Rio de Janeiro.
Em 1998, o maestro Luiz Fernando Malheiro produziu uma recondução ("revival") de Maria Tudor, de Carlos Gomes, na Ópera Nacional de Sófia, na Bulgária, com Coelho no papel-título. Essa récita foi editada em vídeo no Brasil pela Fundação Nacional de Arte (FUNARTE).
Em uma de suas visitas ao Brasil, em 2001, Eliane Coelho gravou – pela primeiríssima vez – a obra Jupyra, do compositor brasileiro Antônio Francisco Braga, conduzida pelo maestro John Neschling, também brasileiro, à frente da Orquestra Sinfônica de São Paulo.
Entre outros papéis exitosos de Eliane Coelho estão aqueles das óperas Arabella, Falstaff, Idomeneo, I Lombardi, Lulu, Rusalka e Tosca, além das duas óperas de Richard Strauss, Elektra e Salomé. A primeira apresentação de Salomé foi em 1991, em Viena, e desde então já foram mais de 130 encenações. 
Eliane já atuou ao lado de famosos cantores líricos, como Plácido Domingo, José Carreras, Bryn Terfel, Samuel Ramey e Waltraud Meier e sob a batuta dos maiores maestros da cena lírica atual: Riccardo Chailly, Zubin Mehta e Giuseppe Sinopoli.
Eliane também faz recitais solo, entre 30 e 40 por ano.

## Vida pessoal
Separada, Eliane Coelho vive em Klosterneuburg, idílica localidade ao lado de Viena, com seus dois filhos adolescentes, que – segundo ela mesmo declarou – não gostam de ópera, mas do cantor pop Prince.

## Repertório
| Compositor   | Obra                                | Papel              |
| ------------ | ----------------------------------- | ------------------ |
| Shostakovich | Lady Macbeth do Distrito de Mtzensk | Katerina           |
| Wagner       | Tristão e Isolda                    | Isolda             |
| Boito        | Mefistofele                         | Margherita / Elena |
| Hindemith    | Cardillac                           | Dame               |
| Lehár        | A Viúva Alegre                      | Hanna Glawari      |
| Mozart       | Idomeneo                            | Elettra            |
| Puccini      | Madama Butterfly                    | Cio-Cio-San        |
| Puccini      | Tosca                               | Tosca              |
| R.Strauss    | Salome                              | Salome             |
| Verdi        | Don Carlo                           | Elisabetta         |
| Verdi        | Ernani                              | Elvira             |
| Verdi        | Jérusalem                           | Helène             |
| Verdi        | I Lombardi                          | Sofia              |
| Verdi        | Macbeth                             | Lady Macbeth       |
| Verdi        | Stiffelio                           | Lina               |
| Verdi        | Il trovatore                        | Leonora            |
| Verdi        | I vespri siciliani                  | Elena              |